# Championnat de Tunisie de football 2025-2026
Navigation
Saison précédente Saison suivante
La saison 2025-2026 du championnat de Tunisie de football est la 71e édition de la première division tunisienne à poule unique, la Ligue Professionnelle 1. 
Les seize meilleurs clubs tunisiens jouent les uns contre les autres à deux reprises durant la saison, à domicile et à l'extérieur. En fin de saison, les deux derniers du classement sont relégués et remplacés par les deux meilleurs clubs de la Ligue Professionnelle 2.
Les équipes promues de deuxième division sont l'Avenir sportif de La Marsa et la Jeunesse sportive kairouanaise.
L'Espérance sportive de Tunis est le tenant du titre. Les deux premiers du classement se qualifient pour la Ligue des champions 2026-2027 tandis que le troisième et le quatrième participent à la coupe de la confédération 2026-2027.

## Clubs participants
| \| CA JSO EST ST CAB ESS USM ESZ CSS ESM USBG ASS OB ASG ASM \| Localisation des clubs engagés dans le championnat. |
| CA JSO EST ST CAB ESS USM ESZ CSS ESM USBG ASS OB ASG ASM                                                           |

Les quatorze premiers du championnat 2024-2025 accompagné des deux premiers du championnat de Ligue II 2024-2025 participent à la compétition.
| Club                           | Dernière montée | Classement 2024-2025 | Entraîneur               | Depuis | Stade                       | Capacité théorique | Ville       |
| ------------------------------ | --------------- | -------------------- | ------------------------ | ------ | --------------------------- | ------------------ | ----------- |
| Espérance sportive de Tunis    | 1971            | 1er                  | Maher Kanzari            | 2025   | Stade olympique de Radès    | 60 000             | Tunis       |
| Union sportive monastirienne   | 2017            | 2e                   | Montasser Louhichi       | 2025   | Stade Mustapha-Ben-Jannet   | 25 000             | Monastir    |
| Étoile sportive du Sahel       | 1962            | 3e                   | Lassaad Dridi            | 2025   | Stade olympique de Sousse   | 40 000             | Sousse      |
| Club africain                  | 1937            | 4e                   | Faouzi Benzarti          | 2025   | Stade olympique de Radès    | 60 000             | Tunis       |
| Espérance sportive de Zarzis   | 2024            | 5e                   | Anis Boujelbene          | 2025   | Complexe Abdessalem Kazouz  | 7 000              | Zarzis      |
| Stade tunisien                 | 2022            | 6e                   | Chokri Khatoui           | 2025   | Stade Hédi-Enneifer         | 11 000             | Le Bardo    |
| Club sportif sfaxien           | 1947            | 7e                   | Mohamed Kouki            | 2025   | Stade Taïeb-Mehiri          | 22 000             | Sfax        |
| Étoile sportive de Métlaoui    | 2013            | 8e                   | Imed Ben Younes          | 2025   | Stade municipal de Métlaoui | 5 000              | Métlaoui    |
| Club athlétique bizertin       | 1990            | 9e                   | Sofiene Hidoussi         | 2025   | Stade du 15-Octobre         | 20 000             | Bizerte     |
| Avenir sportif de Soliman      | 2019            | 10e                  | Mohammed Hedi Tlemçani   | 2024   | Stade municipal de Soliman  | 3 000              | Soliman     |
| Union sportive de Ben Guerdane | 2015            | 11e                  | Nidhal Khyari            | 2025   | Stade du 7-Mars             | 10 000             | Ben Gardane |
| Olympique de Béja              | 2020            | 12e                  | Lotfi Sebti              | 2025   | Stade Boujemaa-Kmiti        | 10 000             | Béja        |
| Avenir sportif de Gabès        | 2024            | 13e                  | Abdelmajid-Eddine Jilani | 2024   | Stade olympique de Gabès    | 15 000             | Gabès       |
| Jeunesse sportive d'El Omrane  | 2024            | 14e                  | Mohamed Ali Maâlej       | 2025   | Stade Chedly-Zouiten        | 18 000             | Tunis       |
| Avenir sportif de La Marsa     | 2025            | 1er-Ligue II (L2)    | Ameur Derbal             | 2025   | Stade Abdelaziz-Chtioui     | 6 000              | La Marsa    |
| Jeunesse sportive kairouanaise | 2025            | 2e-Ligue II (L2)     | Ghazi Ghrairi            | 2025   | Stade Hamda-Laouani         | 5 000              | Kairouan    |

- Ligue des champions de la CAF
- Coupe de la confédération
- Promu de la Ligue II 2024-2025

## Calendrier
Calendrier publié le 19 juillet 2025

## Compétition

### Règlement
Le classement est calculé avec le barème de points suivant : une victoire vaut trois points, le match nul un. La défaite ne rapporte aucun point.
À égalité de points, les critères de départage sont les suivants :
1. plus grand nombre de points dans les confrontations directes ;
2. plus grand nombre de buts dans les confrontations directes ;
3. plus grande différence de buts dans les matchs de la phase aller ;
4. plus grand nombre de buts marqués dans la phase aller;
5. plus grande différence de buts générale ;
6. plus grand nombre de buts marqués ;
7. meilleur classement fair-play ;
8. tirage au sort pour départager les équipes en cas d'égalité absolue.

### Classement
Source : Fédération tunisienne de football.
| Rang | Équipe  | Pts | J | G | N | P | Bp | Bc | Diff |
| ---- | ------- | --- | - | - | - | - | -- | -- | ---- |
| 1    | À venir | 0   | 0 | 0 | 0 | 0 | 0  | 0  | 0    |
| 2    | À venir | 0   | 0 | 0 | 0 | 0 | 0  | 0  | 0    |
| 3    | À venir | 0   | 0 | 0 | 0 | 0 | 0  | 0  | 0    |
| 4    | À venir | 0   | 0 | 0 | 0 | 0 | 0  | 0  | 0    |
| 5    | À venir | 0   | 0 | 0 | 0 | 0 | 0  | 0  | 0    |
| 6    | À venir | 0   | 0 | 0 | 0 | 0 | 0  | 0  | 0    |
| 7    | À venir | 0   | 0 | 0 | 0 | 0 | 0  | 0  | 0    |
| 8    | À venir | 0   | 0 | 0 | 0 | 0 | 0  | 0  | 0    |
| 9    | À venir | 0   | 0 | 0 | 0 | 0 | 0  | 0  | 0    |
| 10   | À venir | 0   | 0 | 0 | 0 | 0 | 0  | 0  | 0    |
| 11   | À venir | 0   | 0 | 0 | 0 | 0 | 0  | 0  | 0    |
| 12   | À venir | 0   | 0 | 0 | 0 | 0 | 0  | 0  | 0    |
| 13   | À venir | 0   | 0 | 0 | 0 | 0 | 0  | 0  | 0    |
| 14   | À venir | 0   | 0 | 0 | 0 | 0 | 0  | 0  | 0    |
| 15   | À venir | 0   | 0 | 0 | 0 | 0 | 0  | 0  | 0    |
| 16   | À venir | 0   | 0 | 0 | 0 | 0 | 0  | 0  | 0    |

Qualifications africaines
- 1er et 2e : Qualifiés pour la Ligue des champions 2026-2027
- 3e et 6e : Qualifié pour la coupe de la confédération 2026-2027

Relégation
- 15e et 16e : Relégué en Ligue II

Abréviations
- T : Tenant du titre
- C : Vainqueur de la coupe de Tunisie 2025-2026
- S : Vainqueur de la Supercoupe de Tunisie 2024-2025
- P : Promus de Ligue II 2024-2025

### Domicile et extérieur
Voici le classement des performances des équipes, respectivement à domicile et à l'extérieur.
| Rang | Équipe  | Pts | J | G | N | P | Bp | Bc | Diff |
| ---- | ------- | --- | - | - | - | - | -- | -- | ---- |
| 1    | À venir | 0   | 0 | 0 | 0 | 0 | 0  | 0  | 0    |
| 2    | À venir | 0   | 0 | 0 | 0 | 0 | 0  | 0  | 0    |
| 3    | À venir | 0   | 0 | 0 | 0 | 0 | 0  | 0  | 0    |
| 4    | À venir | 0   | 0 | 0 | 0 | 0 | 0  | 0  | 0    |
| 5    | À venir | 0   | 0 | 0 | 0 | 0 | 0  | 0  | 0    |
| 6    | À venir | 0   | 0 | 0 | 0 | 0 | 0  | 0  | 0    |
| 7    | À venir | 0   | 0 | 0 | 0 | 0 | 0  | 0  | 0    |
| 8    | À venir | 0   | 0 | 0 | 0 | 0 | 0  | 0  | 0    |
| 9    | À venir | 0   | 0 | 0 | 0 | 0 | 0  | 0  | 0    |
| 10   | À venir | 0   | 0 | 0 | 0 | 0 | 0  | 0  | 0    |
| 11   | À venir | 0   | 0 | 0 | 0 | 0 | 0  | 0  | 0    |
| 12   | À venir | 0   | 0 | 0 | 0 | 0 | 0  | 0  | 0    |
| 13   | À venir | 0   | 0 | 0 | 0 | 0 | 0  | 0  | 0    |
| 14   | À venir | 0   | 0 | 0 | 0 | 0 | 0  | 0  | 0    |
| 15   | À venir | 0   | 0 | 0 | 0 | 0 | 0  | 0  | 0    |
| 16   | À venir | 0   | 0 | 0 | 0 | 0 | 0  | 0  | 0    |

| Rang | Équipe  | Pts | J | G | N | P | Bp | Bc | Diff |
| ---- | ------- | --- | - | - | - | - | -- | -- | ---- |
| 1    | À venir | 0   | 0 | 0 | 0 | 0 | 0  | 0  | 0    |
| 2    | À venir | 0   | 0 | 0 | 0 | 0 | 0  | 0  | 0    |
| 3    | À venir | 0   | 0 | 0 | 0 | 0 | 0  | 0  | 0    |
| 4    | À venir | 0   | 0 | 0 | 0 | 0 | 0  | 0  | 0    |
| 5    | À venir | 0   | 0 | 0 | 0 | 0 | 0  | 0  | 0    |
| 6    | À venir | 0   | 0 | 0 | 0 | 0 | 0  | 0  | 0    |
| 7    | À venir | 0   | 0 | 0 | 0 | 0 | 0  | 0  | 0    |
| 8    | À venir | 0   | 0 | 0 | 0 | 0 | 0  | 0  | 0    |
| 9    | À venir | 0   | 0 | 0 | 0 | 0 | 0  | 0  | 0    |
| 10   | À venir | 0   | 0 | 0 | 0 | 0 | 0  | 0  | 0    |
| 11   | À venir | 0   | 0 | 0 | 0 | 0 | 0  | 0  | 0    |
| 12   | À venir | 0   | 0 | 0 | 0 | 0 | 0  | 0  | 0    |
| 13   | À venir | 0   | 0 | 0 | 0 | 0 | 0  | 0  | 0    |
| 14   | À venir | 0   | 0 | 0 | 0 | 0 | 0  | 0  | 0    |
| 15   | À venir | 0   | 0 | 0 | 0 | 0 | 0  | 0  | 0    |
| 16   | À venir | 0   | 0 | 0 | 0 | 0 | 0  | 0  | 0    |

## Statistiques
Mise à jour : À venir
|  | Buteur | Club | Buts |
|  | ------ | ---- | ---- |

## Bilan de la saison
Les données ci-dessous sont vouées à évoluer au fur et à mesure du déroulement de la saison.
- Champion : À venir
- Champion d'automne : À venir
- Meilleure attaque : À venir
- Meilleure défense : À venir
- Plus mauvaise attaque : À venir
- Plus mauvaise défense : À venir
- Premier but de la saison :  Mohamed Sadok Mahmoud   73e pour le club africain conte l'Avenir sportif de La Marsa (1-0), le 9 août 2024 (1re journée).
- Dernier but de la saison : À venir
- Premier doublé : À venir
- Doublés de la saison : À venir
- Triplés de la saison : À venir
- But le plus rapide d'une rencontre : À venir
- But le plus tardif d'une rencontre : À venir
- Journée de championnat la plus riche en buts : À venir
- Journée de championnat la plus pauvre en buts : À venir
- Nombre de buts inscrits durant la saison : À venir
- Plus grand nombre de buts dans une rencontre : À venir
- Plus grande série de victoires : À venir
- Plus grande série de défaites : À venir
- Plus grande série de matchs sans défaite : À venir
- Plus grande série de matchs sans victoire : À venir
- Plus grande série de matchs avec au moins un but marqué : À venir
- Plus grande série de matchs sans but marqué : À venir

| Championnat de Tunisie de football 2025-2026                        |                    |
| Champion                                                            | À venir ( e titre) |
| Qualifications continentales                                        |                    |
| Ligue des champions de la CAF 2026-2027                             | À venir            |
| Ligue des champions de la CAF 2026-2027                             | À venir            |
| Coupe de la confédération 2026-2027                                 | À venir            |
| Coupe de la confédération 2026-2027                                 | À venir            |
| Promotions et relégations                                           |                    |
| Promus en Championnat de Tunisie de football                        | À venir            |
| Promus en Championnat de Tunisie de football                        | À venir            |
| Promus en Championnat de Tunisie de football                        |                    |
| Relégués en Championnat de Tunisie de football de deuxième division | À venir            |
| Relégués en Championnat de Tunisie de football de deuxième division | À venir            |
| Relégués en Championnat de Tunisie de football de deuxième division |                    |